# St. Antonius (Castrop-Rauxel)
Die römisch-katholische Gemeindekirche St. Antonius der Kath. Pfarrei Corpus Christi Castrop-Rauxel steht im Zentrum des Stadtteils Ickern und gehört zum Dekanat Emschertal im Erzbistum Paderborn.
Die Kirche ist dem Heiligen Antonius von Padua geweiht.

## Baugeschichte und Bauwerk
Nach Abteufen des Schachtes Ickern 1/2 wurde aus der überwiegend evangelischen Bauernschaft mit 608 Einwohnern innerhalb von sieben Jahren eine Gemeinde mit rund 14.500 Seelen. Die 7600 Katholiken gehörten zur Mutterpfarrei St. Remigius in Mengede, die 1911 eine Notkirche errichten ließ. Ein projektierter neugotischer Kirchenbau konnte aufgrund des Ersten Weltkriegs nicht errichtet werden. 1918 wurde die katholische Bergarbeitergemeinde Ickern zur eigenständigen Pfarrei erhoben, und durch das Engagement der neuen Gemeinde unter Pfarrer Franz Hillebrand (1874–1943) konnte zwischen 1922 und 1925 die Kirche St. Antonius erbaut werden. Der Entwurf stammte von dem Essener Architekten Alfred Fischer; diese Kirche ist sein einziger Sakralbau.
Die Kirche St. Antonius ist stilistisch dem Backstein-Expressionismus zuzuordnen. Von außen ist der Bau als klassische Basilika mit Langhaus und zwei Seitenschiffen angelegt. Der Turm wurde von Fischer in Anlehnung an das ebenfalls von ihm entworfene Kesselhaus der Zeche Victor 3/4 gestaltet. Dieser klaren horizontalen Gliederung widerspricht im Inneren die Parabelform, denn hier hat Fischer auf rechte Winkel und gerade Linien verzichtet. Das Langhaus hat die Form eines Hauptstollens, und alle Schiffe sind als Parabelbögen ausgeführt. Durch das damals für diese Bauform neue Rabitz-Drahtputz-Verfahren konnte das Bauwerk in 15 m Breite und 17,5 m Scheitelhöhe errichtet werden.
1970 wurde im Zuge einer grundlegenden Renovierung eine hölzerne Kassettendecke eingehängt, um den Hall zu mindern. Die Seitenschiffe waren ursprünglich mit ellipsenförmigen Tonnengewölben bedeckt. Durch die Veränderungen sind die Seitenschiffe heute flach gedeckt. Auch wurde die Turmhalle vom Kirchenschiff räumlich getrennt. 1990 wurde die Holzdecke im Langhaus wieder entfernt und die Kirche im Dezember 1996 unter Denkmalschutz gestellt.
Die Kirchenfenster stammen überwiegend vom Glasmaler Hubert Spierling (bis 1970) und von Jupp Gesing aus dem Jahre 1986.
Das Geläut besteht aus vier Gussstahlglocken, gegossen 1925 vom Bochumer Verein und gestimmt auf a°-cis'-e'-fis'.

## Gemeinde

### Mutterkirche St. Antonius
In den 1950er Jahren stieg die Zahl der Gemeindemitglieder auf über 11.000 an, sodass die St.-Antonius-Gemeinde eine der größten Gemeinden im ganzen Erzbistum war. Aus diesem Grunde regte der damalige Pfarrer der Gemeinde, Adolf Frieling, einen Kirchenneubau im nordwestlichen Teil von Ickern an. So entstand zwischen 1956 und 1959 die Kirche St. Barbara, deren Gemeinde zunächst eine Pfarrvikarie und ab 1960 eine eigenständige Pfarrei bildete.

### Pastoralverbund Castrop-Rauxel Nord
Zum 1. Februar 2003 wurden die vier kath. Kirchengemeinden St. Barbara und St. Antonius, Ickern, St. Josef, Habinghorst und Herz Jesu, Rauxel in den Pastoralverbund Castrop-Rauxel Nord eingegliedert. Alle vier Gemeinden blieben rechtlich eigenständig. Nur Seelsorge und Pastoral wurden enger miteinander verbunden. Ein Beispiel für die Zusammenarbeit ist z. B. die gemeinsame Prozession am Fest Fronleichnam.
Außerdem wurde im Pastoralverbundsrat und weiteren Gremien auf Dekanats- und Bistumsebene der Zusammenschluss zu einer gemeinsamen Gesamtpfarrei im Jahr 2015 vorbereitet. Dieser Prozess nannte sich „Effata – Öffne Dich!“.

### Katholische Pfarrei Corpus Christi
Zum 1. Januar 2015 wurden die vier Kirchengemeinden des Pastoralverbundes Castrop-Rauxel Nord aufgehoben und in der neuen Pfarrei Corpus Christi zusammengefasst. Zugleich erlosch der Pastoralverbund Castrop-Rauxel Nord. Die neu gegründete Pfarrei ist die erste Gesamtpfarrei im Dekanat Emschertal.
Aus der Pfarrgemeinde St. Antonius wurde, wie die anderen drei Gemeinden auch, eine Teilgemeinde der Gesamtpfarrei.
Unter Beibehaltung ihres Kirchentitels wurde aus der „Pfarrkirche St. Antonius“ eine von drei „Filialkirchen der Pfarrei Corpus Christi“. Einzige Pfarrkirche ist die St. Josef-Kirche in Habinghorst.
Mit der Gründung der Pfarrei gibt es für alle vier Gemeinden nur noch einen gemeinsamen Pfarrgemeinderat, einen Kirchenvorstand und in jeder Gemeinde jeweils einen Gemeinde-Ausschuss vor Ort, der das Leben im Seelsorgebereich aufrechterhalten, fördern und gestalten soll.

### Geistliche (Auswahl)
- Franz Hillebrand († 1943)
- Adolf Frieling († 1968)
- Norbert Kassner (* 23. August 1924; † 28. März 2015 Castrop-Rauxel), zunächst Vikar in St. Josef, von 1968 bis 1994 Pfarrer in St. Antonius und zugleich von 1976 bis 1992 Dechant des Dekanates Castrop-Rauxel[4]
- Zbigniew Szarata